# Championnat de Finlande de football 1939
Navigation
Saison précédente Saison suivante
La saison 1939 du Championnat de Finlande de football était la 10e édition du championnat de première division en Finlande. Les huit meilleurs clubs du pays sont regroupés au sein d'un poule unique où chaque formation rencontre tous ses adversaires deux fois. Les deux derniers du classement en fin de saison sont relégués et remplacés par les deux meilleurs clubs de deuxième division.
À cause de la Seconde Guerre mondiale, le championnat ne peut pas être terminé. Le classement au moment de l'interruption est considéré comme le classement final.
C'est le TPS Turku qui remporte la compétition. C'est le 2e titre de champion de Finlande de l'histoire du club. 

## Les 8 clubs participants
- HIFK
- VPS Vaasa
- Reipas Viipuri - Promu de D2
- TPS Turku
- HJK Helsinki
- HPS Helsinki
- HT Helsinki
- KPT Kuopio

## Compétition

### Classement
Le barème de points servant à établir le classement se décompose ainsi :
- Victoire : 2 points
- Match nul : 1 point
- Défaite : 0 point

| Rang | Équipe         | Pts | J  | G | N | P | Bp | Bc | Diff |
| ---- | -------------- | --- | -- | - | - | - | -- | -- | ---- |
| 1    | TPS Turku      | 20  | 12 | 9 | 2 | 1 | 38 | 17 | +21  |
| 2    | HJK Helsinki   | 18  | 13 | 7 | 4 | 2 | 40 | 18 | +22  |
| 3    | HT Helsinki    | 13  | 12 | 6 | 1 | 5 | 27 | 21 | +6   |
| 4    | HIFK           | 13  | 13 | 5 | 3 | 5 | 31 | 32 | -1   |
| 5    | HPS Helsinki   | 13  | 13 | 5 | 3 | 5 | 20 | 22 | -2   |
| 6    | VPS Vaasa      | 10  | 12 | 3 | 4 | 5 | 20 | 21 | -1   |
| 7    | KPT Kuopio     | 7   | 12 | 2 | 3 | 7 | 17 | 29 | -12  |
| 8    | Reipas Viipuri | 4   | 11 | 2 | 0 | 9 | 18 | 51 | -33  |

|  | Champion de Finlande 1939           |
|  | Relégation en deuxième division     |
|  | T : Tenant du titre P : Promu de D2 |

## Bilan de la saison
| Championnat de Finlande de football 1939 |                      |
| Champion                                 | TPS Turku (2e titre) |
| Promotions et relégations                |                      |
| Promus en Mestaruussarja                 | Sudet Viipuri        |
| Promus en Mestaruussarja                 | KIF Helsinki         |
| Relégués en Ykkönen                      | KPT Kuopio           |
| Relégués en Ykkönen                      | Reipas Viipuri       |